# Sociologia storica
La sociologia storica è una branca della sociologia che si occupa di analizzare in che modo le società si siano sviluppate attraverso la storia. In particolare questa scienza mette in luce come le strutture sociali considerate "naturali" siano in realtà frutto di complessi processi sociali. Le strutture sociali danno vita ad istituzioni e organizzazioni e queste andranno ad influire a loro volta sulla società tutta. Le conseguenze vanno dalla guerra alla discriminazione degli esseri umani basata sul genere sessuale (il cosiddetto sessismo) e sul reddito.
La sociologia storica si occupa principalmente di capire in che modo gli Stati si siano formati a partire dal Medioevo, analizzando le relazioni fra Stati, classi sociali e sistemi politici ed economici. Nel Modello IEMP (Ideology, Economy, Military, Politics) di Michael Mann l'indagine sulla formazione dello Stato parte dalle prime città stato sumere in Mesopotomia e dall'Egitto, circa 5000 anni fa.